# Carpitalpa arendsi
Carpitalpa arendsi là một loài động vật có vú trong họ Chrysochloridae, bộ Afrosoricida. Loài này được Lundholm mô tả năm 1955.